# 胡蝶影

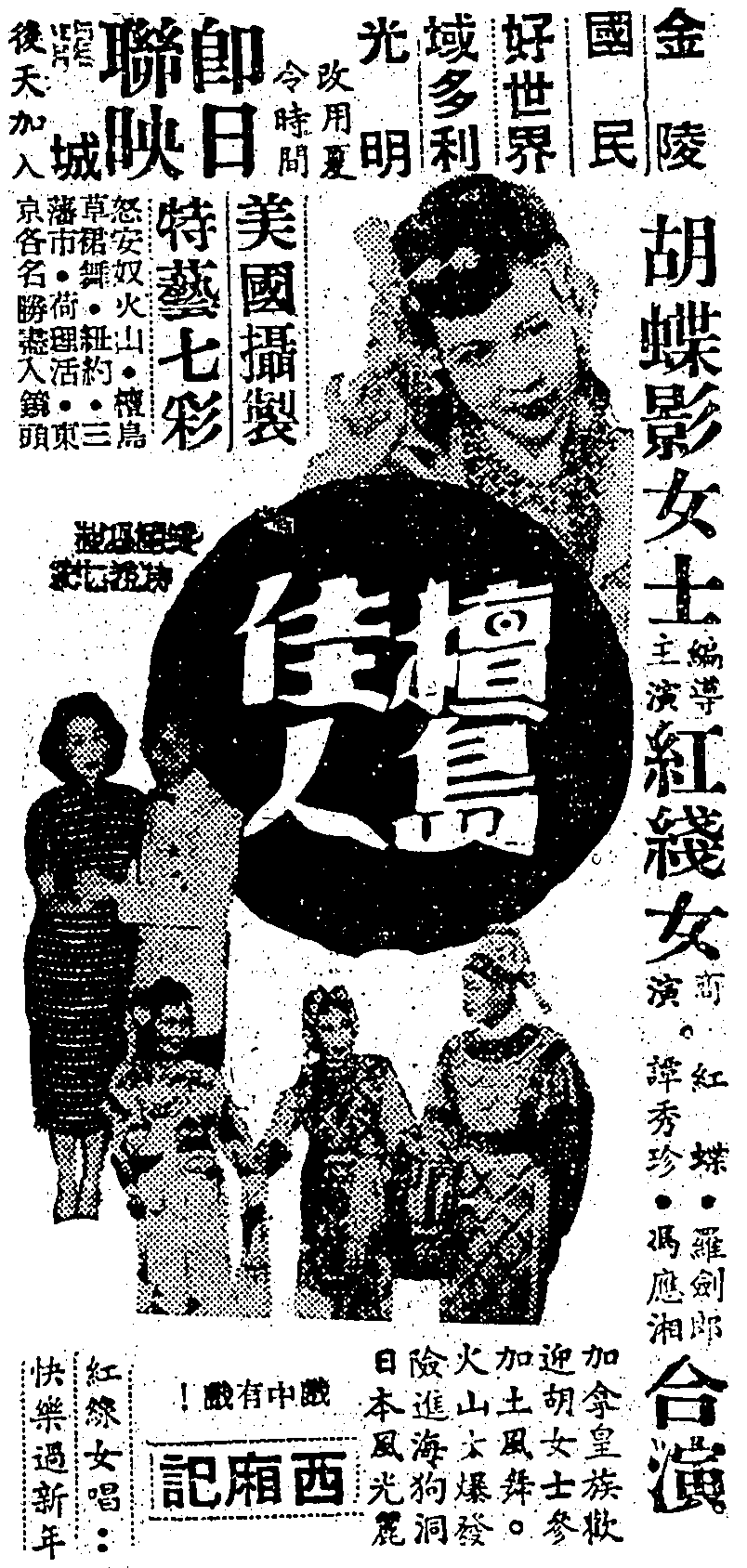
胡蝶影主演，1953年4月5日發行的粵語彩色電影《檀島佳人》的報章廣告

胡蝶影(Wu Tip Ying，1911年—2004年11月12日)，原名胡佩環，又名胡德馨，籍貫廣東省中山縣，美國的粵劇及歌劇演員。
在1933年於美國舊金山與關德興演出她的首齣電影《歌侶情潮》(1933年)，該片亦是中國之外地區第一齣粵語有聲電影；在婚前拍攝的《南國姊妹花》(1939年，分別飾演小蝶及周雲英(大蝶))是自資的「胡蝶影影業公司」出品的第一齣電影，當年聲稱為她息影之作；婚後仍然演出彩色聲片《檀島佳人 Hawaii Beauty》(1953年，分別飾演檀島佳人胡邊影及胡雪蝶)，參演約17齣電影。
胡蝶影參加「新蝶魂男女劇團」在1936年4月30日（星期四）晚上與關德興、剛從南洋登臺演出歸來的梁麗雲、伊秋水、羅鑑波、鄧桂枝、銀劍影、王少伯在香港島上環高陞戲院演出粵劇。1936年4月30日（星期四）晚上演梁麗雲的首本戲《楊貴妃》，胡蝶影與梁麗雲分別飾演楊貴妃在御苑與唐明皇（關德興飾演）耍樂及醉酒與沐浴；1936年4月30日（星期四）日場演《桃花運》；夜場演《白骨美人》。
胡蝶影在1952年9月15日（星期一）下午5時30分搭乘美國泛美航空公司客機經日本東京到美國夏威夷州檀香山拍攝粵語片《檀島佳人》（1953年4月5日香港首映）的外影，同機還有國畫大師張大千 ，他經日本至美國紐約再赴南美洲阿根廷定居，期間應當地華僑團體「歐多昔橋（Outdoor Circle）婦女會」邀請參加義演，表演中國古劍舞及唱英語《天女散花》，籌得2萬多美元。之後搭乘美國泛美航空公司客機經日本 ，在1952年10月22日（星期三）上午9時30分返抵香港 。
胡蝶影應泰國慈善團體邀請，在1953年12月3日（星期四）搭乘美國泛美航空公司客機到曼谷，參加義演，並參觀1953年12月5日（星期六）舉行的一年一度皇家點燈會景，然後轉到越南西貢觀光。

## 家庭
- 父親為胡洪初；母親為李雪妍，身段比較珠圓肉潤的胞妹胡蝶麗為電影及話劇演員。
- 1939年5月30日(星期二)下午3時在香港島昃臣道婚姻註冊處與曾經留學英國，當年任職在「高露雲律師行」的關學林律師舉行婚禮，何東爵士觀禮，當晚在上環德輔道中170-188號「金龍酒家」四樓舉行婚讌。隨後到菲律賓渡蜜月。